# Partula eremita
Partula eremita foi uma espécie de gastrópodes da família Partulidae.
Foi endémica da Polinésia Francesa.